# Sisinnius
Pour les articles homonymes, voir Sisinnius (homonymie).
Sisinnius, né en 650 et mort le 4 février 708 à Rome, est le 87e pape, pendant environ trois semaines en 708.
Syrien de naissance, il est consacré le 18 janvier 708. Affligé de la goutte., il ne peut se nourrir lui-même, cependant il est doté d'un fort caractère et désire le bien de l'Église. Il donne des ordres pour faire de la chaux qui sert à réparer les murs de Rome, et avant sa mort il consacre un évêque pour la Corse. Le pape Sisinnius est enterré dans la basilique Saint-Pierre de Rome.